# Grimaucourt-en-Woëvre
Grimaucourt-en-Woëvre település Franciaországban, Meuse megyében. Lakosainak száma 97 fő (2022. január 1.). Grimaucourt-en-Woëvre Watronville, Blanzée, Châtillon-sous-les-Côtes, Herméville-en-Woëvre, Manheulles, Moranville és Ville-en-Woëvre községekkel határos.

## Népesség
A település népességének változása:
| Lakosok száma | 97   | 88   | 83   | 87   | 105  | 106  | 104  | 102  | 101  | 97   |
|               | 1968 | 1982 | 1990 | 2006 | 2013 | 2015 | 2017 | 2019 | 2020 | 2022 |